# Long Way Up
Long Way Down
Long Way Up ou Trajet vers le haut au Québec, est une série télévisée anglaise qui a débuté le 18 septembre 2020, elle est le troisième et dernier voyage à moto de la saga Long Way..., entrepris par Ewan McGregor et Charley Boorman, qui va d'Ushuaia en Argentine en passant par l'Amérique du Sud et Centrale jusqu'à Los Angeles aux États-Unis. 
La série fut diffusée pour la première fois sur Apple TV+ entre le vendredi 18 septembre, et le 13 novembre 2020.

## Aperçu

### Ewan McGregor et Charley Boorman
Durant le voyage, les deux protagonistes parcourent environ 13 000 miles, soit près de 21 000 Km, à travers 13 pays sur 100 jours, commençant en septembre 2019 et se terminant le 14 décembre 2019. Ils roulent sur des motos électriques, des Harley-Davidson LiveWire fabriquées par Harley-Davidson converties en motos d'aventure.  
Ce voyage est également considéré comme inédit par Harley-Davidson, qui affirme qu'il s'agit du premier voyage à moto électrique qui va de l'Amérique du Sud à Los Angeles.

### Équipe technique
Durant leur aventure, Ewan McGregor et Charley Boorman sont accompagnés des mêmes membres clés de l'équipe de Long Way Round et Long Way Down, notamment les réalisateurs / producteurs David Alexanian et Russ Malkin, et les directeurs photographiques Jimmy Simak et Claudio von Planta. Le producteur associé Taylor Estevez et le directeur photographique Anthony Von Seck se joignent également à eux. L'équipe de production suit le même itinéraire, mais dans des prototypes de camions électriques Rivian construits spécialement pour le voyage. Ils sont soutenus par des véhicules et des générateurs diesel et des vélos en cas de besoin.

### Route
La série suit Ewan McGregor et Charley Boorman alors qu'ils voyagent à travers l'Amérique latine, notamment en traversant l'Argentine, le Chili, la Bolivie, le Pérou, l'Équateur et en passant par la Colombie, l'Amérique centrale et le Mexique. Au total, ce sont 13 pays d'Amérique que sont traversés lors de ce voyage.

## Épisodes
| #  | Titre                                      | Date de sortie    | Durée      |
| -- | ------------------------------------------ | ----------------- | ---------- |
| 1  | Préparation                                | 18 septembre 2020 | 46 minutes |
| 2  | Ushuaïa                                    | 18 septembre 2020 | 43 minutes |
| 3  | Sud de la Patagonie                        | 18 septembre 2020 | 45 minutes |
| 4  | Les Andes                                  | 25 septembre 2020 | 52 minutes |
| 5  | Désert d'Atacama jusqu'à la Bolivie        | 2 octobre 2020    | 51 minutes |
| 6  | Bolivie                                    | 9 octobre 2020    | 47 minutes |
| 7  | Pérou                                      | 16 octobre 2020   | 45 minutes |
| 8  | l'Équateur                                 | 23 octobre 2020   | 44 minutes |
| 9  | Colombie, Panama et Costa Rica             | 30 octobre 2020   | 44 minutes |
| 10 | Nicaragua, Honduras, Guatemala, et Mexique | 6 novembre 2020   | 52 minutes |
| 11 | Oaxaca jusqu'à LA                          | 13 novembre 2020  | 50 minutes |

## La musique
La chanson du générique a été interprétée par le groupe gallois Stereophonics, et est similaire au thème Long Way Round et Long Way Down avec les paroles « round » et « down » remplacées par « up ». Parmi les autres artistes à présenter : Jhony Rojas (deux chansons sous Astronauta, deux avec Passto et quatre avec Últimos Glaciares), Totó la Momposina, Aurelio, Sidestepper, Los de Abajo et Charlie Winston,.

## UNICEF
Comme lors des deux précédents Long Way..., la série Long Way Up voit le duo visiter trois programmes de l'UNICEF en Bolivie, au Pérou et au Honduras. En Bolivie, Ewan McGregor et Charley Boorman visitent une école qui soutient le peuple Quechua par le biais de l'école Challamayu et vont assister à une leçon bilingue, en espagnol et en quechua traditionnel. Le programme de l'UNICEF est conçu pour donner aux enfants autochtones boliviens la possibilité d'apprendre et de poursuivre leurs études dans leur propre langue. 

## Long Way…
Long Way Up fait suite à Long Way Round sorti en 2004 où le duo a roulé de Londres à New York, et Long Way Down de 2007, quand ils ont roulé au sud de John o' Groats en Écosse à travers dix-huit pays d'Europe et d'Afrique jusqu'au Cap en Afrique du Sud. S'ensuivra Long Way Home (tour d'Europe) en 2025.